# Tony Award du meilleur auteur
Le Tony Award du meilleur auteur (Tony Award for Best Author) était un prix récompensant, entre 1947 et 1965, les dramaturges et librettistes d'une pièce ou d'une comédie musicale.

## Tony Award du meilleur auteur de pièce

### Années 1940
| - 1947 : Arthur Miller – Ils étaient tous mes fils - Pas de proposition - 1948 : Thomas Heggen et Joshua Logan – Mister Roberts - Pas de proposition | - 1949 : Arthur Miller – Mort d'un commis voyageur - Pas de proposition |

### Années 1960
- 1965 : Neil Simon – Drôle de couple
  - Edward Albee – Tiny Alice
  - Frank D. Gilroy – The Subject Was Roses
  - Murray Schisgal – Love

## Tony Award du meilleur auteur de comédie musicale

### Années 1940
- 1949: Samuel et Bella Spewack - Kiss Me, Kate
  - Pas de proposition

### Années 1960
| - 1962: Abe Burrows, Jack Weinstock et Willie Gilbert – How to Succeed in Business Without Really Trying - Michael Stewart et Helen Deutsch – Carnival! - 1963: Burt Shevelove et Larry Gelbart – Le Forum en folie - Lionel Bart – Oliver! - Leslie Bricusse and Anthony Newley – Stop the World – I Want to Get Off - Neil Simon – Little Me | - 1964: Michael Stewart – Hello, Dolly! - Noël Coward et Harry Kurnitz – The Girl Who Came to Supper - Joe Masteroff – She Loves Me - Hugh Martin et Timothy Gray – High Spirits - 1965: Joseph Stein – Un violon sur le toit - Pas de proposition |